# Lampornis calolaemus
Lampornis calolaemus là một loài chim trong họ Trochilidae.